# Szír ortodox egyház
A szír ortodox egyházat a hagyomány szerint Péter és Pál apostol alapították. Másik elterjedt elnevezésük: jakobita keresztények, nyugati szírek.
Eleinte Szíriában nesztoriánus hitet követtek, csak később lettek a miafizitizmus hívei. Az antiochiai miafizitizmus igazi atyja Szeverosz antiochiai pátriárka (512-538) volt. Az ő működése nyomán a patriarkátus két részre szakadt, Szíria kontinentális része átállt a miafizita hitre. 
De Jusztinianosz császár Szeveroszt letettnek nyilvánította. Szeverosz Egyiptomban keresett menedéket magának. Szíriában pedig elkezdődött a miafiziták véres üldözése. Jusztinianosz császár azonban visszahívta a száműzött Szeveroszt Egyiptomból. Később Jusztinianosz császár újra üldözni kezdte a miafizitákat, akiket csak Jakob Baradai megjelenése mentett meg a teljes kipusztulástól. Ő a miafizitizmus védelmére kelt Szíriában, létrehozta az önálló miafizita egyházat, mely az állami egyház ellen fordult. Jakob Baradai minden erejét felhasználva igyekezett megszervezni a miafizita közösségeket és kialakítani a saját egyházszervezetét, papokat és püspököt is szentelt. Jakob Baradai 578-ban hunyt el. Követőit tehát róla nevezték el jakobitáknak. 
A szíriai ortodox egyház autonóm részegyháza a Szír malankara ortodox egyház.

## Története
A 451-es khalkedóni egyetemes zsinaton szakadás következett be az antiochiai patriarchátus hívei között. Ennek következtében nagy többségük a ma szír ortodox egyház néven ismert, miafizita (téves megjelöléssel monofizita) irányzatú egyház követője lett. Mind a mai napig a szír ortodox egyház a legnagyobb az eredeti antiochiai patriarchátus jogutódjai között. A hívek egy kisebb csoportja az eredeti antiochiai patriarcátus keretében maradt, ők alkotják a mai ortodox irányzatú antiochiai ortodox egyházat.

## Szakadások
Később a katolikus misszió hatására a szír ortodox egyház híveinek kisebb csoportja csatlakozott a római katolikus egyházhoz, így alakultak ki a szír katolikus egyház és a szír-malankár katolikus egyház nevű keleti katolikus egyházak.